# Oberammergau
Oberammergau falu Németországban, a Bajor-Alpokban. Világhírnevét a Passió-játéka hozta meg, amit több mint 350 éven át, majd minden évtizedben megtartottak, több ezer látogató előtt.

## Földrajz
Tengerszint feletti magassága mintegy 837 méter. Egy völgyben húzódik meg, a Bajor-Alpokban, az Ammer folyó partján. Münchentől 90 km-re, Augsburgtól 106 km-re fekszik, Bajorország tartományban. A felette uralkodó Kofel sziklás magaslataiból nem kínál különleges látványosságot. Területe 30,06 km². A Murnauba vezető vasútvonalhoz csatlakozik az Oberammergauhoz vivő helyi busz- és vonatjárat.

## Népesség
| Lakosok száma | 1198 | 5325 | 4704 | 4944 | 5103 | 5122 | 5415 | 5458 | 5393 | 5335 |
|               | 1875 | 1950 | 1975 | 1987 | 2012 | 2014 | 2016 | 2017 | 2021 | 2023 |

## A Passió-játék

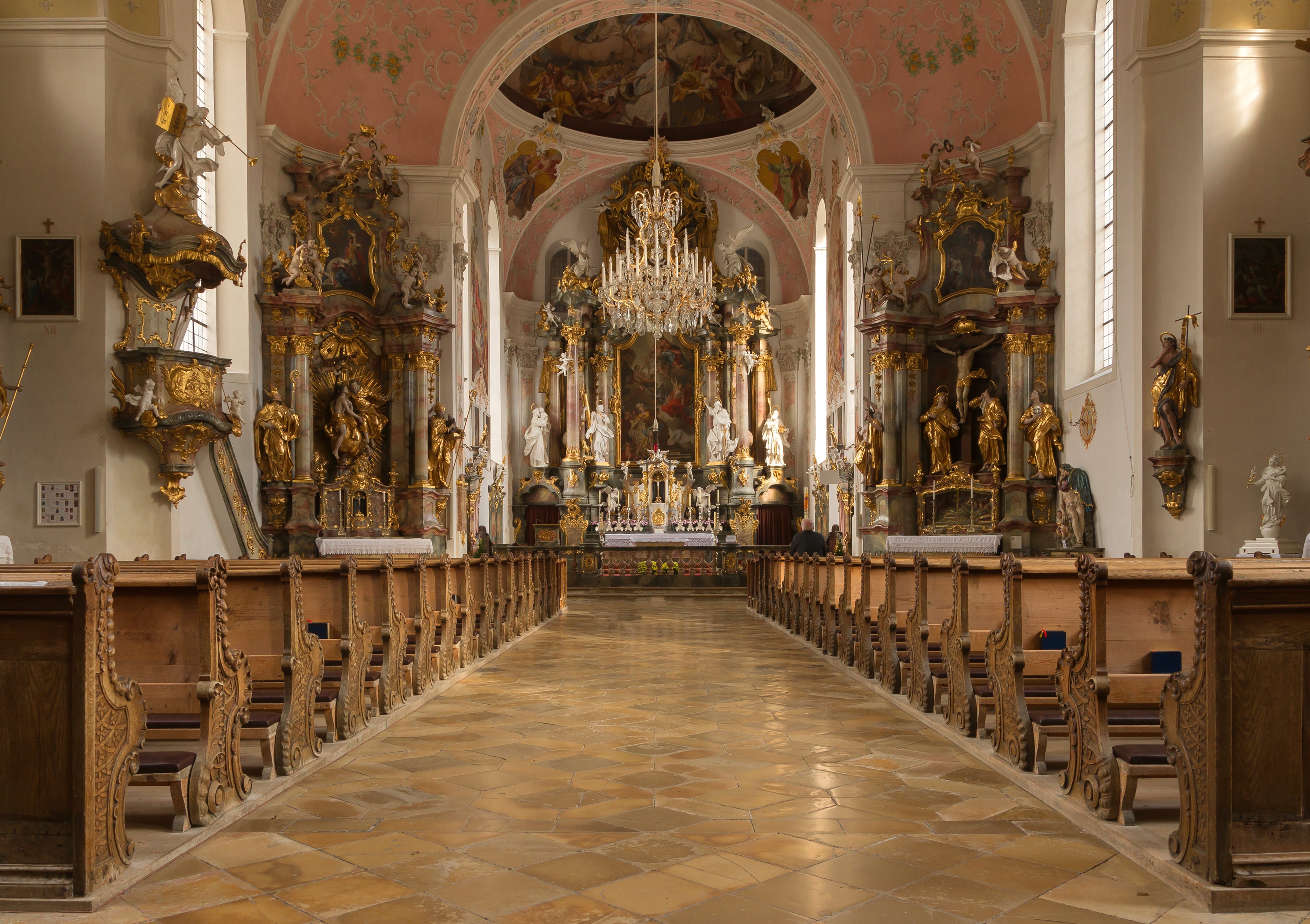
A Szent Péter és Pál templom

A katolikusok és protestánsok közötti vallási ellentétek kegyetlen háborúba sodorták Európát, a következmény éhínség s a példátlan pusztulást okozó pestisjárvány lett. A katolikus Bajorországban 1627-ben kezdődött a szörnyű járvány. A veszély közeledtének hírére Oberammergau elöljárói körülzáratták a községet. Őröket állítottak, akik éjszaka tüzek mellett virrasztottak, s senkit nem engedtek be. Egy valakinek sikerült kijátszania a védelmet: a közeli Eschenlohéban dolgozó Kaspar Schissler az évenkénti egyházi ünnepségre mindenáron haza akart menni szülőfalujába. Saját családja és az egész falu szerencsétlenségére behurcolta a járványt. 1632. október végére már 84 felnőtt és sok gyermek halálát okozta. A megtört lelkű túlélők 1633-ban egybegyűltek a plébániatemplomba, és ünnepélyesen fogadalmat tettek: ha Isten megszabadítja a falut a vésztől, tízévenként előadják a Passiójátékot. A csodával határos módon a halál nem szedett több áldozatot, és Oberammmergau lakói és leszármazottai mai napig betartják az ígéretet. Több mint 350 éven át, majd minden évtizedben megtartották az előadást, dacolva a hivatalos tilalmakkal, elszenvedve a nehézségeket és bírálatokat, még háborús időszakban is. Az 1940-es passió természetesen elmaradt, s az 1950-es újrakezdés a hamvaiból föltámadt főnixmadár mítoszával egyenértékű, hiszen a két évtizedes szünet után a passió több mint félmillió látogatót fogadott. A helyszín kezdetben csak a kis templom volt, 1930 óta fedett színpad áll a faluban. Manapság a passió reggel 9-től délután 5 óráig tart, ebédszünettel. Mindenki részt vehet rajta, akár gyerekek is. Helyet foglalni érdemes jóval a passió előtt (akár két évvel előtte!).
A SARS-CoV-2 vírus által okozott világjárvánnyal összefüggésben a 2020-as játékot 2022-re halasztotta a szervezőbizottság.

## Kultúra
A passió mellett Oberammergau fafaragványairól is híres. A faluban fafaragó képző iskola is működik. Az is utcákon fafaragók boltjai sorakoznak, portékáikon általában vallási témákat örökítenek meg.

## Lakosság
Egy 2013-as felméréskor a falu lakossága 5114 fő volt. A népsűrűség 170/km². A falu polgármestere Arno Nunn (Bajor Keresztényszociális Unió).